# Дельбек, Жерар
Герардюс Антониюс Артур Мария (Жера́р) Дельбе́к (нидерл. Gérardus Antonius Arthur Maria (Gérard) Delbeke; 1 августа 1898, Рёйселеде, Западная Фландрия — 1983, Бельгия) — бельгийский футболист, полузащитник, участник чемпионата мира 1930 года.

## Карьера

### Клубная
Свою карьеру провёл в клубе «Брюгге». Выступал за команду в течение 10 лет: с 1923 по 1933 год.

### В сборной
Единственным матчем, проведённым в футболке национальной сборной, для Дельбека стал матч против сборной Парагвая на чемпионате мира 1930 года. Он был сыгран 20 июля в Монтевидео. Бельгия потерпела поражение и завершила участие в турнире.

### Тренерская
В 1933 году был назначен тренером родного клуба «Брюгге». Работал с клубом в течение года, а затем, после некоторого перерыва, руководил командой во время второй мировой войны.